# Kancjonał puławski
Kancjonał puławski – kancjonał zawierający teksty polskich pieśni religijnych, spisany około roku 1551 przez anonimowego kopistę.
Zbiór zawiera około czterdziestu całych utworów, fragmenty innych oraz informacje o kilku zaginionych pieśniach. Zbiór powstał prawdopodobnie w środowisku bernardyńskim. Pieśni opatrzone są tytułami, niekiedy długimi, oraz wskazówkami dotyczącymi melodii.
Kancjonał zawiera pieśni na różne okresy liturgiczne. Największa grupa (25) dotyczy Bożego Narodzenia. Pojawiają się też wątki obrzezania Jezusa, pasji, zmartwychwstania, zwiastowania, Bożego Ciała, Ducha Świętego. Niektóre utwory są starszymi przekładami, m.in. łacińskich hymnów i sekwencji, a wśród nich znajduje się najstarsze znane tłumaczenie na język polski hymnu Te Deum. Obok nich pojawiają się długie, wielozwrotkowe utwory, zawierające wątki apokryficzne, których pierwowzory nie są znane. W wielu utworach, zwłaszcza bożonarodzeniowych, epicka narracja łączy się z fragmentami lirycznymi, np. monologami Maryi. Język pieśni jest pełen zdrobnień i czułych epitetów.
Kancjonał puławski powiązany jest z niewiele późniejszym Kancjonałem kórnickim. W obu tych zbiorach występuje ponad 20 tych samych pieśni, głównie bożonarodzeniowych, tekstowo różniących się tylko nieznacznie. Być może kopiści korzystali ze wspólnego, nieznanego obecnie źródła.